# アラスカ大学フェアバンクス校
アラスカ大学フェアバンクス校（アラスカだいがくフェアバンクスこう、University of Alaska, Fairbanks）は、アラスカ州フェアバンクスにある州立大学。アラスカ大学群のフラグシップ校であり、UAFと略される。
1917年にアラスカ農鉱業専門学校として創立された。土地が安いこともあって、海洋など自然科学を中心に様々な研究施設が整い、工学やスーパーコンピューター，北極圏の生物，地球物理，先住民の研究は世界的に評価されている。特に大学付属の地球物理施設は日本政府も資金援助をしている。本土から離れた厳寒の環境下にあるものの、アイスホッケーやバスケットボール、クロスカントリー、スキーなどスポーツも盛んである。ただしアメリカの他の大学で盛んなフットボールチームは編成されていない。
フェアバンクスの他にもアラスカ州各地にキャンパスを持っている。
2006年秋現在，9,681人の学部生と1,126人の大学院生が在籍する。

## 学部
- 工学および鉱業学部（CEM）
- リベラルアーツ学部（CLA）
- 自然科学および数学学部（CNSM）
- 地域およびコミュニティ開発学部（CRCD）
- 大学院
- 教育学部
- 漁業および海洋科学学部（CFOS）
- ビジネスおよびセキュリティ管理学部（CBSM）
- 自然資源学部（SNRE）

## 関係者

### 教員
- 赤祖父俊一（名誉教授）
- 西山恒夫（助教授）

### 卒業生
- トム・エマー アメリカ下院議員（ミネソタ6区）
- 星野道夫（写真家、中退）
- 生田博子 (九州大学准教授)
- 永井忠孝（青山学院大学教授）